# Daniel Brühl
Daniel César Martín Brühl González (* 16. červen 1978 Barcelona), známý jako Daniel Brühl, je německý a španělský herec a režisér. Svou uměleckou dráhu začal již v mladém věku, když se v roce 1995 začal objevovat v německém seriálu Verbotene Liebe. V roce 2003 si zahrál hlavní roli v tragikomedii Good Bye, Lenin!, která byla pro něj zlomovou a díky ní se proslavil po celé Evropě. Pracoval na evropských i amerických filmech v několika odlišných jazycích, mezi jeho nejznámější patří například Občanská výchova, Dámy v letech, Šťastné a veselé a Salvador (Puig Antich). Mezinárodnímu publiku se představil také rolí Frederika Zollera ve filmu Quentina Tarantina Hanebný pancharti a ztvárnil i menší roli v akčním filmu Bourneovo ultimátum, posledním dílu trilogie o agentu Jasonu Bourneovi. V roce 2013 si zahrál pilota formule 1 Nikiho Laudu ve filmu Rivalové. Za svůj herecký výkon byl nominován na Zlatý glóbus za nejlepší mužský herecký výkon ve vedlejší roli.

## Osobní život

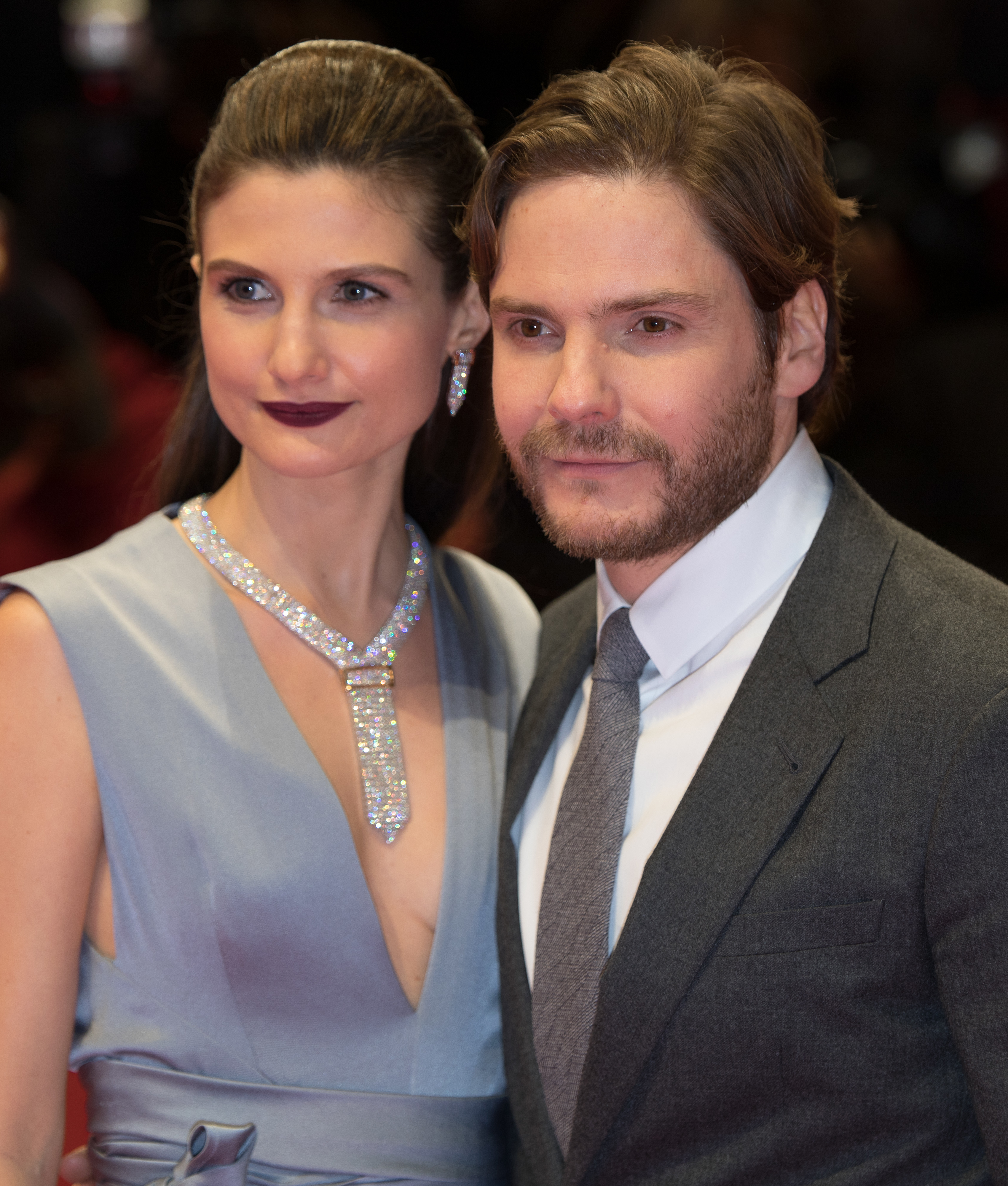
Brühl a Rombold v roce 2018

Narodil se v Barceloně ve Španělsku. Pochází z bilingvní rodiny a mluví plynně německy, anglicky, španělsky, francouzsky a katalánsky. Jeho otec byl režisér Hanno Brühl (1937–2010), který se narodil v São Paulu v Brazílii. Jeho španělská matka byla učitelka. Daniel má také bratra Olivera a sestru Miriam. Krátce po jeho narození se rodina přestěhovala do Kolína nad Rýnem v Německu, kde vyrůstal a navštěvoval Dreikönigsgymnasium. Vyrůstal v multikulturní rodině, a tak ovládá němčinu, španělštinu, angličtinu a francouzštinu a rozumí katalánštině.
V roce 2006 se rozešel se svou dlouholetou přítelkyní a později i snoubenkou, herečkou Jessicou Schwarz, se kterou se setkal na natáčení filmu Nichts bereuen. Jeho manželkou je psycholožka a bývalá modelka Felicitas Rombold . V květnu 2016 bylo oznámeno, že pár očekává svého prvního potomka a v říjnu 2016 se jim narodil syn Anton Hanno. V roce 2020 se páru narodil druhý syn.

## Kariéra

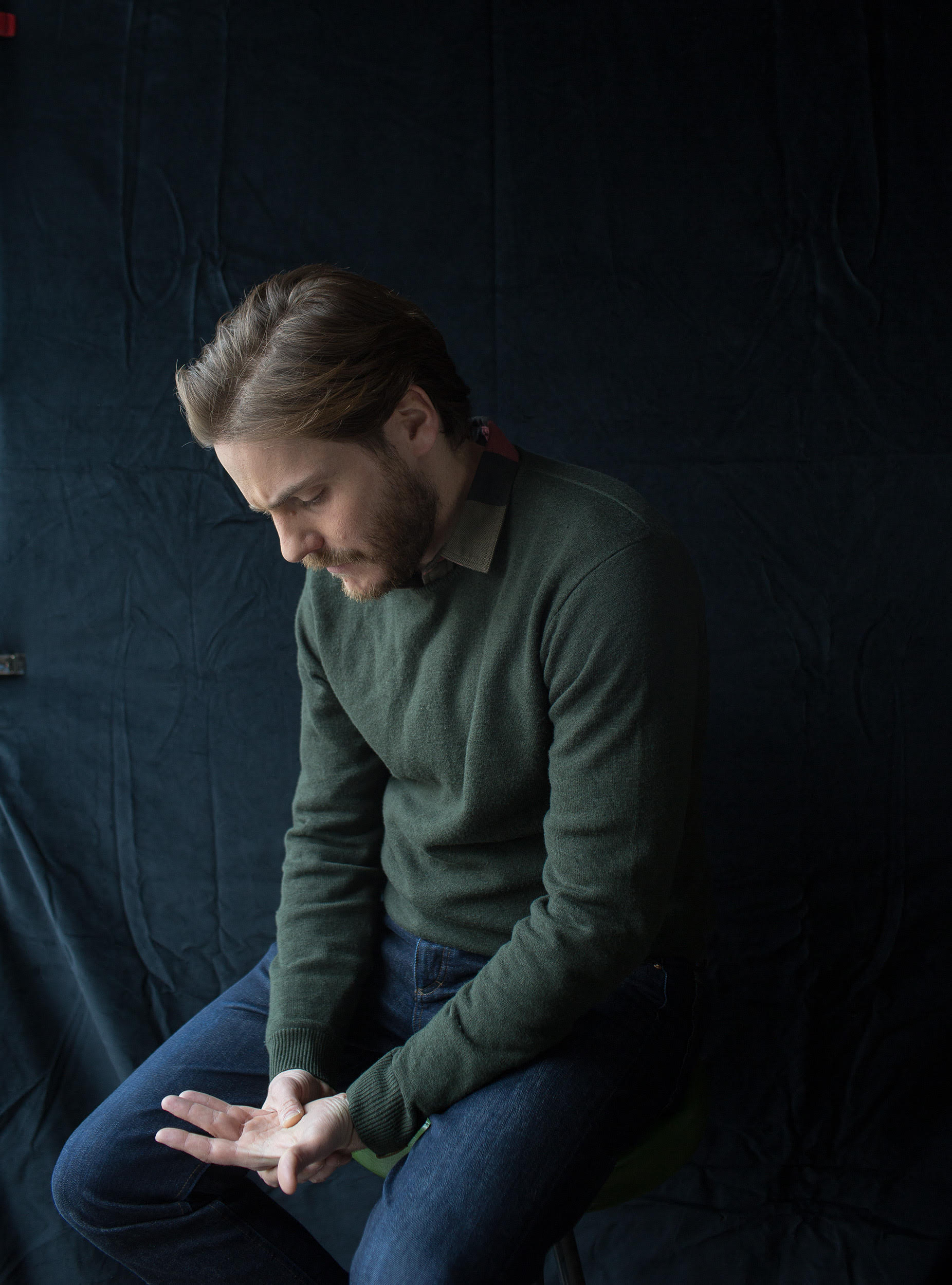
Brühl v roce 2015 před objektivem fotografa Olivera Marka

S herectvím začal již v raném věku a jeho první rolí byl Benji v seriálu Verbotene Liebe. Jeho průlomová role přišla v roce 2003 ve filmu Good Bye, Lenin! nominovaném na Zlatý glóbus. Zde ztvárnil hlavní roli Alexe Kernera a získal za ní ceny evropské filmové akademie. V roce 2004 se objevil ve své první anglicky mluvící roli ve snímku Dámy v letech, po boku hereckých legend Judi Dench a Maggie Smith. V ten samý rok vyhrál cenu People's Choice pro nejlepšího herce za film Láska v myšlenkách a byl nominován ve stejné kategorii za film Občanská výchova. Upozornil na sebe také ve filmu Šťastné a veselé, kde v roli poručíka Horstmayera zúročil své jazykové schopnosti a mluvil třemi jazyky: francouzsky, německy a anglicky. Film je trojjazyčný a zobrazuje vánoční příměří skotských, francouzských a německých vojáků během první světové války.
V roce 2006 byl pozván do porot krátkých filmů a Cinéfondation na Filmovém festivalu v Cannes. V červnu 2006 se objevil v malé roli ve snímku 2 dny v Paříži. Ve stejném roce si zahrál hlavní roli v oceňovaném filmu Salvador (Puig Antich). Ztvárnil zde katalánského anarchistu Salvadora Puig Anticha popraveného během Frankovy éry. Dále se objevil v menší roli v Bourneově ultimátu a ve fantasy filmu Krabat: Čarodějův učeň.
Americkému publiku se představil v roce 2009 v roli německého válečného hrdiny Frederika Zollera ve filmu Quentina Tarantina, Hanebný pancharti. Spolu s celým obsazením filmu získal cenu Screen Actors Guild Award pro nejlepší výkon herců v celovečerním filmu. Ve stejném roce si také zahrál ve třetím filmu Julie Delpy s názvem Čachtická paní. V květnu 2009 se rozhodl, že bude aktivní i na jiném, než filmařském poli, a založil produkční společnost Fouronfilm. O rok později si zahrál po boku Johna Malkoviche roli mladého nacistického vojáka ve filmu Tranzit. Také se s Clivem Owenem objevil v hororu Nezvaní hosté, režiséra Juana Carlose Fresnadilla.
V roce 2013 ztvárnil Daniela Domscheit-Berga ve filmu WikiLeaks, který pojednává o jejím založení. Ve stejném roce se objevil jako pilot Formule 1, Niki Lauda v životopisném snímku Rona Howarda, Rivalové. Film zaznamenal jak komerční, tak i úspěch u kritiků a za ztvárnění Nikiho Laudy získal mnoho nominací, například na Zlatý glóbus, Critic's Choice Award, Screen Actors Guild Award nebo na cenu BAFTA.
V roce 2016 se objevil po boku Emmy Watsonové a Michaela Nyqvista ve filmu Kolonie, který se natáčel od října do prosince 2014 v Jižní Americe, Německu a Lucembursku. Ve stejném roce ztvárnil Barona Zema, hlavní zápornou postavu, ve akčním filmu Captain America: Občanská válka. Roli si zopakoval i v seriálu Falcon a Winter Soldier. V březnu 2016 navštívil Českou republiku v rámci filmového festivalu Febiofest, kde představil film Kolonie a získal cenu filmových fanoušků z Česko-Slovenské filmové databáze za roli Nikyho Laudy z Rivalů..
V roce 2017 mu byl udělen francouzský Řád umění a literatury v hodnosti rytíř (Chevalier). Ve stejném roce ztvárnil ve filmu Úkryt v zoo roli nacistického pohlavára a zoologa Lutze Hecka, který chce zničit varšavskou zoo řízenou manžely Żabińskými (Jessica Chastainová a Johan Heldenbergh). Na konci roku 2020 bylo oznámeno, že ztvární hlavního hrdinu, vojáka Paula Bäumera, v připravované filmové adaptaci Remarqueovy knihy Na západní frontě klid. V roce 2021 režíroval německou komedii Soused, v níž si také zahrál.

## Filmografie

### Film
| Rok  | Název                                        | Role                  |
| ---- | -------------------------------------------- | --------------------- |
| 1999 | Země hojnosti                                | Checo                 |
| 2000 | Schule                                       | Markus                |
| 2000 | Deeply                                       | Jay                   |
| 2001 | Nichts bereuen                               | Daniel                |
| 2001 | Das weiße Rauschen                           | Lukas                 |
| 2001 | Honolulu                                     | Marek                 |
| 2002 | Vaya con Dios                                | Arbo                  |
| 2002 | Sloní srdce                                  | Marko                 |
| 2003 | Good Bye, Lenin!                             | Alex                  |
| 2004 | Láska v myšlenkách                           | Paul                  |
| 2004 | Dámy v letech                                | Andrea                |
| 2004 | Farland                                      | Frank                 |
| 2004 | Občanská výchova                             | Jan                   |
| 2005 | Šťastné a veselé                             | Hortsmayer            |
| 2006 | Loď stínů                                    | Chris                 |
| 2006 | Salvador (Puig Antich)                       | Salvador Puig Antich  |
| 2006 | Kámoš                                        | Karl                  |
| 2007 | 2 dny v Paříži                               | Lukas                 |
| 2007 | Bourneovo ultimátum                          | Martin Kreutz         |
| 2008 | Transport                                    | Klaus                 |
| 2008 | Krabat: Čarodějův učeň                       | Tonda                 |
| 2008 | Kousek čokolády                              | Marcos                |
| 2009 | John Rabe – Ctihodný občan Třetí Říše        | Dr. Georg Rosen       |
| 2009 | Čachtická paní                               | Istvan Thurzo         |
| 2009 | Dinosaurier                                  | Tobias Hardmann       |
| 2009 | Hanebný pancharti                            | Fredrick Zoller       |
| 2009 | Lila, Lila                                   | David Kern            |
| 2010 | Královská cesta                              | Rupert                |
| 2010 | Die kommenden Tage                           | Hans Krämer           |
| 2011 | Eva                                          | Álex Garel            |
| 2011 | Velký sen                                    | Konrad Koch           |
| 2011 | Co kdybychom žili společně?                  | Dirk                  |
| 2011 | Nezvaní hosté                                | Ptec Antonio          |
| 2012 | Bláznivá výhra                               | Iván Pelayo           |
| 2012 | 7 dní v Havaně                               | španělský podnikatel  |
| 2013 | Rivalové                                     | Niki Lauda            |
| 2013 | WikiLeaks                                    | Daniel Domscheit-Berg |
| 2013 | Nejhledanější muž                            | Max                   |
| 2014 | Já a Kaminski                                | Sebastian Zöllner     |
| 2015 | S tváří anděla                               | Thomas                |
| 2015 | Dáma ve zlatém                               | Hubertus Czernin      |
| 2015 | Kolonie                                      | Daniel                |
| 2015 | Dokonalý šéf                                 | Tony                  |
| 2016 | Jeder stirbt für sich allein                 | Escherich             |
| 2016 | Captain America: Občanská válka              | baron Zemo            |
| 2016 | Das Versprechen – Erste Liebe lebenslänglich | Jens Söring           |
| 2017 | Úkryt v zoo                                  | Lutz Heck             |
| 2018 | The Cloverfield Paradox                      | Ernst Schmidt         |
| 2018 | Operace Entebbe                              | Wilfried Böse         |
| 2019 | Moje Zoe                                     | Thomas                |
| 2021 | Kingsman: První mise                         | Erik Jan Hanussen     |
| 2021 | Soused                                       | Daniel                |
| 2022 | Na západní frontě klid                       | Matthias Erzberger    |
| 2024 | Eden                                         | Heinz Wittmer         |

### Televize
| Rok       | Název                     | Role                | Poznámky                                                                    |
| --------- | ------------------------- | ------------------- | --------------------------------------------------------------------------- |
| 2018–2020 | Psychiatr                 | Dr. Laszlo Kreizler | televizní seriál, hlavní role                                               |
| 2021      | Falcon a Winter Soldier   | Helmut Zemo         | seriál, 5 dílů                                                              |
| 2021      | Marvel Studios: Assembled | on sám              | dokument, díl: „Assembled: The Making of The Falcon and the Winter Soldier“ |

## Ceny

### Ocenění
- Bavarian Film Awards (2002) — Nejlepší mladý herec, za filmy Das Weisse Rauschen a Nichts bereuen
- German Film Awards (2002) — Nejlepší herec, za filmy Das Weisse Rauschen, Vaya con Dios a Nichts bereuen
- Bambi (2003) — Nejlepší obsazení, společně s ním cenu obdrželi Katrin Saß a Florian Lukas za film Good Bye, Lenin!
- European Film Awards (2003) — Nejlepší herec (cena kritiků), za Good Bye, Lenin!
- European Film Awards (2003) — Nejlepší herec (cena diváků), za Good Bye, Lenin!
- German Film Awards (2003) — Nejlepší herec, za Good Bye, Lenin!
- German Film Awards (2003) —Nejlepší herec, za Good Bye, Lenin!
- German Film Critics Association Awards (2003) — Nejlepší herec, za filmy Das Weisse Rauschen a Vaya con Dios
- Filmový festival v Berlíně (2003) — Evropská filmová hvězda
- European Film Awards (2004) — Nejlepší herec, za film Láska v myšlenkách
- Barcelona Film Awards (2006) — Nejlepší herec, za Salvador (Puig Antich)
- Filmový festival v Seattlu (2007) — Nejlepší herec, za Salvador (Puig Antich)

### Nominace
- European Film Awards (2004) — Nejlepší herec, za film Občanská výchova
- Goya Awards (2007) — Nejlepší herec, za Salvador (Puig Antich)
- Spanish Actors Union (2007) — Nejlepší herec, za Salvador (Puig Antich)
- Cinema Writers Circle Awards (2007) — Nejlepší herec, za Salvador (Puig Antich)
- Fotogramas de Plata Awards (2007) — Nejlepší herec, za Salvador (Puig Antich)
- Butaca Awards (2007) — Nejlepší herec, za Salvador (Puig Antich)
- GQ (2007) — Muž roku
- Zlatý glóbus (2014) – Nejlepší mužský herecký výkon ve vedlejší roli, za film Rivalové
- Cena Saturn (2014) – Nejlepší herec ve vedlejší roli, za film Rivalové
- Teen Choice Awards (2016) – Nejlepší padouch, za film Captain America: Občanská válka
- Zlatý glóbus (2019) – Nejlepší herec v minisérii nebo televizním filmu, za seriál Psychiatr